# CYP2C19
Cytochroom P450 2C19 (afgekort CYP2C19) is een lid van de cytochroom P450 enzymfamilie. Het is een van de belangrijkste enzymen die lichaamsvreemde stoffen in het lichaam omzet. De lever bevat het meeste van dit enzym. Veel toegediende geneesmiddelen worden door dit enzym omgezet. Niet in iedere lever is CYP2C19 is gelijke mate aanwezig. Dit maakt dat een geneesmiddel niet bij iedereen op dezelfde manier effectief is. Met farmacogenetisch onderzoek kan worden achterhaald hoe en in welke mate bepaalde enzymen effect hebben.

## Functie
CYP2C19 is betrokken bij de synthese van lichaamseigen stoffen zoals steroïden en bij de omzetting van lichaamsvreemde stoffen, zoals gifstoffen en geneesmiddelen. Een geneesmiddel kan hierbij zowel onwerkzaam worden gemaakt of juist worden geactiveerd tot een werkzame stof.

## Aangrijpingspunten
Geneesmiddelen en andere stoffen die worden ingenomen kunnen op drie manieren te maken krijgen met CYP2C19:
- als substraat - het wordt door het enzym omgezet in een andere stof (bijv. escitalopram);
- als inhibitor/remmer - het remt de activiteit van het enzym (bijv. omeprazol);
- als inducer/activator - het vergroot de activiteit van het enzym (bijv. prednison);

Verandering in activiteit kan leiden tot een groot verschil in werking van het toegediende middel, en daarmee tot grote verschillen in dosering.
| Substraat | Inhibitor | Inducer |
| --- | --- | --- |
| - antidepressiva - TCAs - amitriptyline - clomipramine - imipramine - SSRIs - (es)citalopram - sertraline - moclobemide - bupropion - anti-epileptica - diazepam - mefenytoine - nordazepam - fenytoïne - (methyl)fenobarbital - primidon - hexobarbital - protonpompremmers - lansoprazol - omeprazol - pantoprazol - rabeprazol - esomeprazol - clopidogrel (stolling), inactieve prodrug die pas werkzaam is na omzetting door een van de CYP2C19, CYP3A4, CYP2C9, CYP1A2, en CYP2B6 enzymen. - proguanil (antimalaria) - propranolol (bètablokker) - limoneen (insecticide) - gliclazide (antidiabeticum) - carisoprodol (spierverslapper) - chlooramfenicol (bacteriostaticum) - cyclofosfamide (cytostaticum) - indometacine (NSAID) - nelfinavir (antiviraal) - nilutamide (antiandrogeen) - progesteron (hormoon) - teniposide (chemotherapeuticum) - warfarine (anticoagulans) - tapentadol (analgeticum) - voriconazol (antimycoticum) - tamoxifen (SERM) | Sterk fluconazol (antimycoticum) ticlopidine (stolling) moclobemide (antidepressivum) fluvoxamine (SSRI) chlooramfenicol (bacteriostaticum fluoxetine (SSRI) Matig felbamaat (anti-epilepticum) Zwak topiramaat (migraine) omeprazol (protonpompremmer) voriconazol (antimycoticum) Onbekende sterkte protonpompremmers - lansoprazol - pantoprazol - rabeprazol - esomeprazol cimetidine (H2-receptorantagonist) indometacine (NSAID) ketoconazol (antimycoticum) modafinil (narcolepsie) probenecide (uricosuricum) isoniazide (antibioticum) | Onbekende sterkte rifampicine (bactericide) artemisinine (antimalaria) carbamazepine (anti-epilepticum) norethisteron (anticonceptie) prednison (corticosteroïden) aspirine in lage dosering (89 mg) |